# Hereu

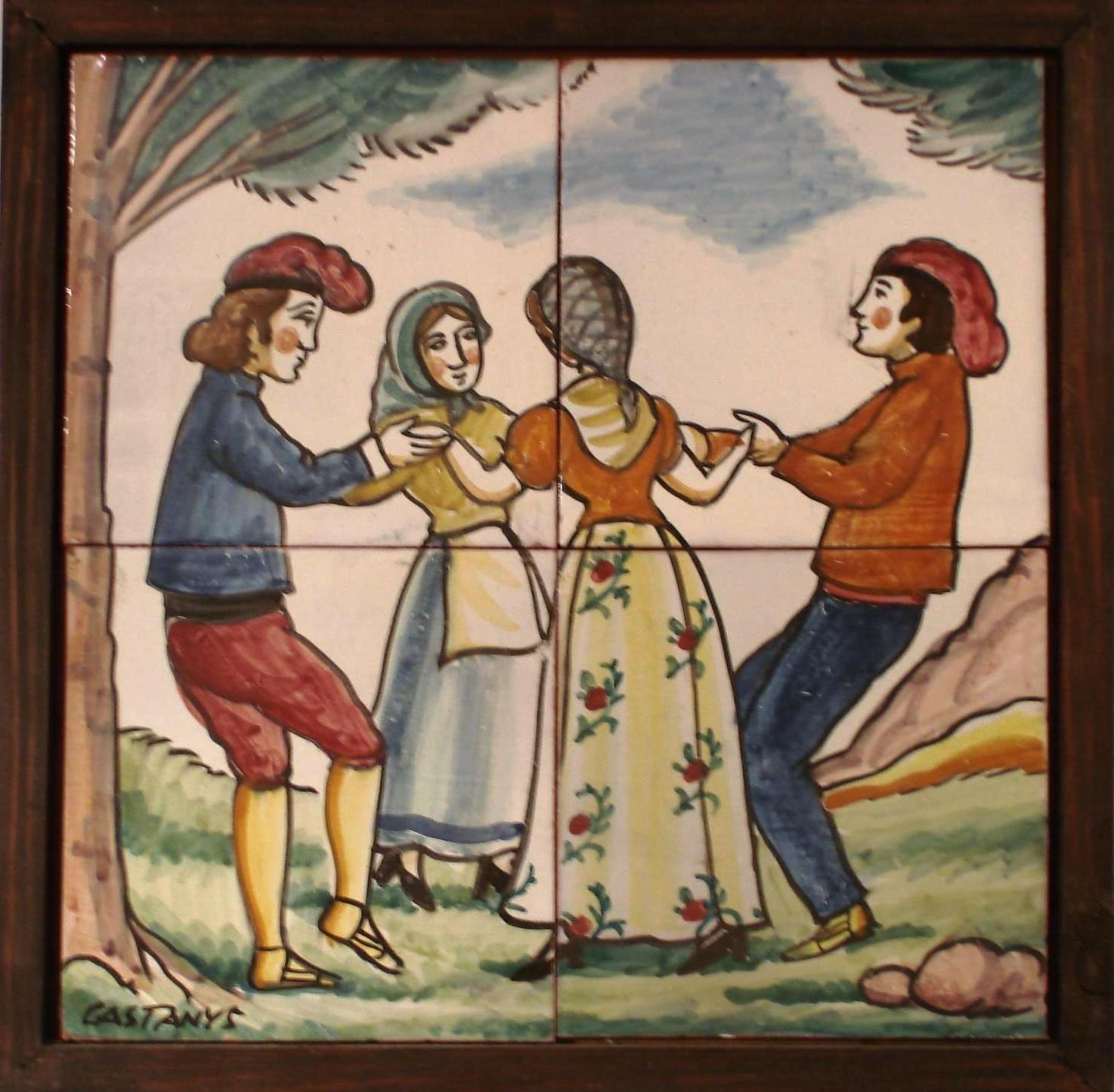
Grup d'hereus i pubilles amb indumentària tradicional catalana

L'hereu és la persona designada per rebre una herència. A Catalunya és la institució catalana que atorga els béns familiars al fill més gran, o hereu. Sorgeix a l'edat mitjana per la necessitat d'evitar la divisió del patrimoni familiar i mantenir l'economia familiar, basada llavors en l'agricultura.
A Catalunya, d'acord amb el Codi Civil de Catalunya (abans Codi de successions) per a la validesa d'un testament és imprescindible que contingui la designació d'un hereu (o més d'un).
També és costum dir-ne hereu d'una població al seu primer representant masculí.

## Dret civil
Persona que rep una herència, o només una part, per heretament, disposició testamentària o legal, a títol universal (drets i béns).
Si concorren dos hereus o més, hi ha comunitat hereditària, que es desfà per partició, a la qual tenen tots dret a parts alíquotes. Es tracta sempre d'hereu o successor a títol universal (que inclou els drets i els béns), a diferència del legatari, que ho és a títol particular o singular.

## Dret català
Institució jurídica catalana, per la qual l'instituït (que quan és una dona s'anomena pubilla) rep els béns dels seus pares.
L'hereu té una preeminència en el sistema successori romanocatalà que es caracteritza pel fet d'organitzar la successió per causa de mort col·locant l'hereu en el lloc del difunt, cosa que representa una idea de continuïtat de les relacions jurídiques que afectaven el causant, les quals continuen subsistint a favor i càrrec de l'hereu. Però, en el sistema successori català, l'hereu, com a successor en totes les relacions jurídiques actives i passives del causant, encarna igualment la idea de continuïtat i conservació del patrimoni familiar, especialment tractant-se de patrimonis agrícoles, la subsistència dels quals a través de les generacions exigeix la institució d'hereu únic, i en aquest sentit l'hereu es contraposa al legitimari, que només té dret a percebre un valor patrimonial concretat a la quarta part del valor dels béns de l'herència, repartit entre tots els fills. D'acord amb els precedents romans, el dret civil català exigeix necessàriament la institució d'hereu en tot testament sota pena de nul·litat. Però des de la compilació del 1960 aquest requisit no és absolut, car el nomenament de marmessor universal substitueix la manca d'hereu en el testament. Segons el dret civil que tradicionalment vigeix a Tortosa, hom pot distribuir tota l'herència en llegats. El dret balear preveu la figura de l'hereu distribuïdor, que té una certa semblança amb la “clàusula de confiança” catalana, però permet altres possibilitats. Aquesta figura fiduciària es produeix quan el testador encomana a la persona instituïda hereva, encara que sigui només en l'usdefruit de tots o una part dels béns de l'herència que té per acte entre vius o d'última voluntat, que els assigni a un o els distribueixi entre els diversos parents del testador o de l'hereu distribuïdor mateix, que el testador estableixi, sense perjudici de les llegítimes. L'assignació o distribució feta pel distribuïdor serà revocable si es fa amb testament i irrevocable si s'escau entre vius.

## L'hereu a Andorra
La figura de l'hereu a Andorra segueix la mateixa pauta del Codi Civil de Catalunya. En cada canvi generacional s'efectuava la transmissió del patrimoni seguint un sistema d'herència indivisa de la propietat familiar, i és l'hereu qui la rep, implicant l'exclusió dels altres fills. Assegurant-se així la perpetuïtat de la casa i de tots els béns.
Era un costum generalitzat que el fill primogènit baró fos l'hereu, però res no hi obligava. Podia donar-se el cas que la designació recaigués en un altre fill o filla (pubilla) per causes diverses, i poden anar des de la manca de descendència o la incapacitat, sempre vetllant pels interessos de la casa en cada moment.
La condició més important que havia de complir l'hereu era assegurar la descendència. A més, també tenia l'obligació de tenir cura dels seus pares quan fossin grans o estiguessin malalts, i dels germans, en el cas que algun s'hagués quedat a viure a la casa. Es generava així una estructura troncal, on l'hereu convivia amb els pares, la generació que havia de ser reemplaçada per l'altra en el mateix espai residencial i productiu.
El cicle hereditari quedava tancat amb el testament, mitjançant el testament, mitjançant el qual el cap de casa designava el seu hereter universal i ratificava el nomenament de l'hereu previst prèviament en els capítols matrimonials.